# Adolf Christmann
Adolf Christmann (* 6. Juni 1927 in Eupen) ist ein belgischer Porträt- und Landschaftsmaler. Einige seiner Gemälde signierte er mit den Pseudonymen „Chris“ oder „Bardeau“. Bekannt ist er für Bilder in einer für ihn typischen Spachteltechnik.

## Leben und Wirken
Adolf Christmann entstammt einer Bäckerfamilie aus dem deutschsprachigen Eupen. Eine Mehlallergie hielt ihn davon ab, ebenfalls das Bäckerhandwerk zu erlernen. Als Jugendlicher bekam Christmann während der Kriegsjahre Unterricht von den in Belgien im Exil lebenden Malern Robert Pudlich und Helmut Weitz.
1946 absolvierte Christmann das Abitur am Collège Patronné in Eupen. Danach studierte er an der Kunsthochschule Saint-Luc in Lüttich. 1949 erhielt er dort seinen Abschluss mit Auszeichnung und bekam ein Stipendium für die Koninklijke Academie voor Schone Kunsten Antwerpen. Nach einem Jahr dort führte Christmann sein Studium 1951 bis 1953 in Paris an der École des Beaux-Arts bei Maurice Brianchon (1899–1979) weiter.
Seinen Lebensunterhalt finanzierte sich Christmann bereits während des Studiums als Maler in Bars und auf dem Montmartre, wo er seine Bilder regelmäßig im Salon des Artistes Français und im Salon des Indépendants zeigte. Auch in seiner Heimatstadt Eupen stellte er seit 1950 regelmäßig im Foyer des Verlagshauses der Tageszeitung Grenz-Echo aus.
Adolf Christmann lernte in den 1950er-Jahren auf dem Montmartre Hans Nowak kennen, einen deutschen Künstler, mit dem er viele Jahre befreundet war. 1961 lernte er ebenfalls auf dem Montmartre seine spätere Frau Heidi Stricker kennen, die ebenfalls malte. Um seiner Frau ein Studium an der philosophischen Fakultät in München zu ermöglichen, zog das Paar für mehrere Jahre dorthin. Hier malte Christmann zahlreiche Bilder im Auftrag eines Münchener Galeristen. Seit 1973 lebt das Paar wieder in Eupen.
2017 wurde Christmann, der auch den belgischen König Albert II. porträtierte, mit der August-Tonnar-Plakette der Stadt Eupen ausgezeichnet.